# 1619 w polityce

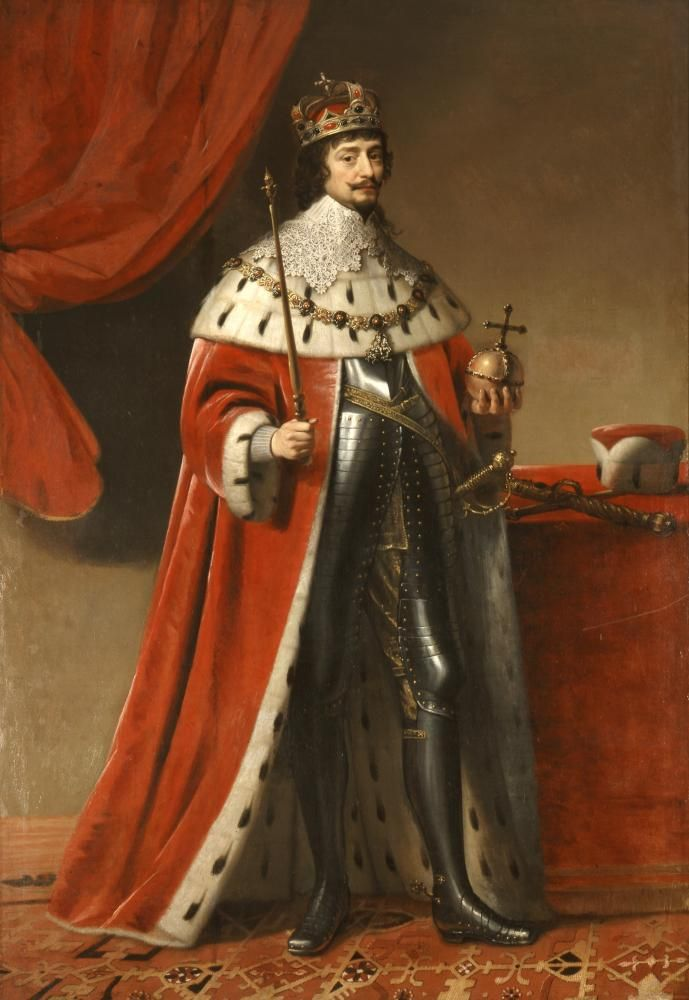
Fryderyk V

Wydarzenia polityczne w 1619 roku.

## Wydarzenia
- 2 maja – wojna trzydziestoletnia: na zgromadzeniu w Znojmie stany morawskie decydują się przystąpić do antyhabsburskiego powstania Czechów[1].
- 18 maja – wojna trzydziestoletnia: Stany Generalne Niderlandów podejmują decyzję o udzieleniu wsparcia finansowego powstańcom czeskim w walce przeciwko Habsburgom[2].
- 5 sierpnia – wojna trzydziestoletnia: zwycięska dla wojsk protestanckich bitwa pod Dolni Vestonice (Unter Wistenitz) zmusza oddziały cesarskie dowodzone przez hrabiego Henri Duvala de Dampierre'a do odwrotu z Moraw[3].
- 18 sierpnia – książę Siedmiogrodzki Gabor Bethlen informuje pisemnie Dyrekcję czeską w Pradze o przystąpieniu Księstwa Siedmiogrodu po stronie Czech do walki przeciwko Habsburgom[4].
- 30 sierpnia – senat Rzeczypospolitej na wniosek króla Zygmunta III Wazy wyraża zgodę na zaciągnięcie przez Ferdynanda Habsburga jako króla czeskiego lekkiej jazdy w Polsce[5].
- 26 sierpnia[6] – Fryderyk V, palatyn reński, został wybrany przez stany czeskie królem Czech[7].
- 4 listopada – koronacja Fryderyka V na króla Czech w Pradze[6].
- 23 listopada – wojna trzydziestoletnia: zwycięska dla polskich lisowczyków bitwa pod Humiennem umożliwia działającym po stronie Habsburgów polskim oddziałom posiłkowym wkroczenie do Siedmiogrodu i na Węgry[8].
- 27 listopada – wojna trzydziestoletnia: sojusznicze siły siedmiogrodzko-czeskie rozpoczynają oblężenie Wiednia[9].
- 5 grudnia – wojna trzydziestoletnia: wojska siedmiogrodzkie wycofują się spod obleganego Wiednia[10].

## Zmarli
- 20 marca – Maciej I Habsburg, cesarz Austrii, (ur. 1557)[11].
- 13 maja – Jan van Oldenbarnevelt, wielki pensjonariusz Holandii, ścięty w Hadze (ur. 1547)[12].